# Baeckea frutescens
Baeckea frutescens är en myrtenväxtart som beskrevs av Carl von Linné. Baeckea frutescens ingår i släktet Baeckea och familjen myrtenväxter. Inga underarter finns listade i Catalogue of Life.

## Bildgalleri

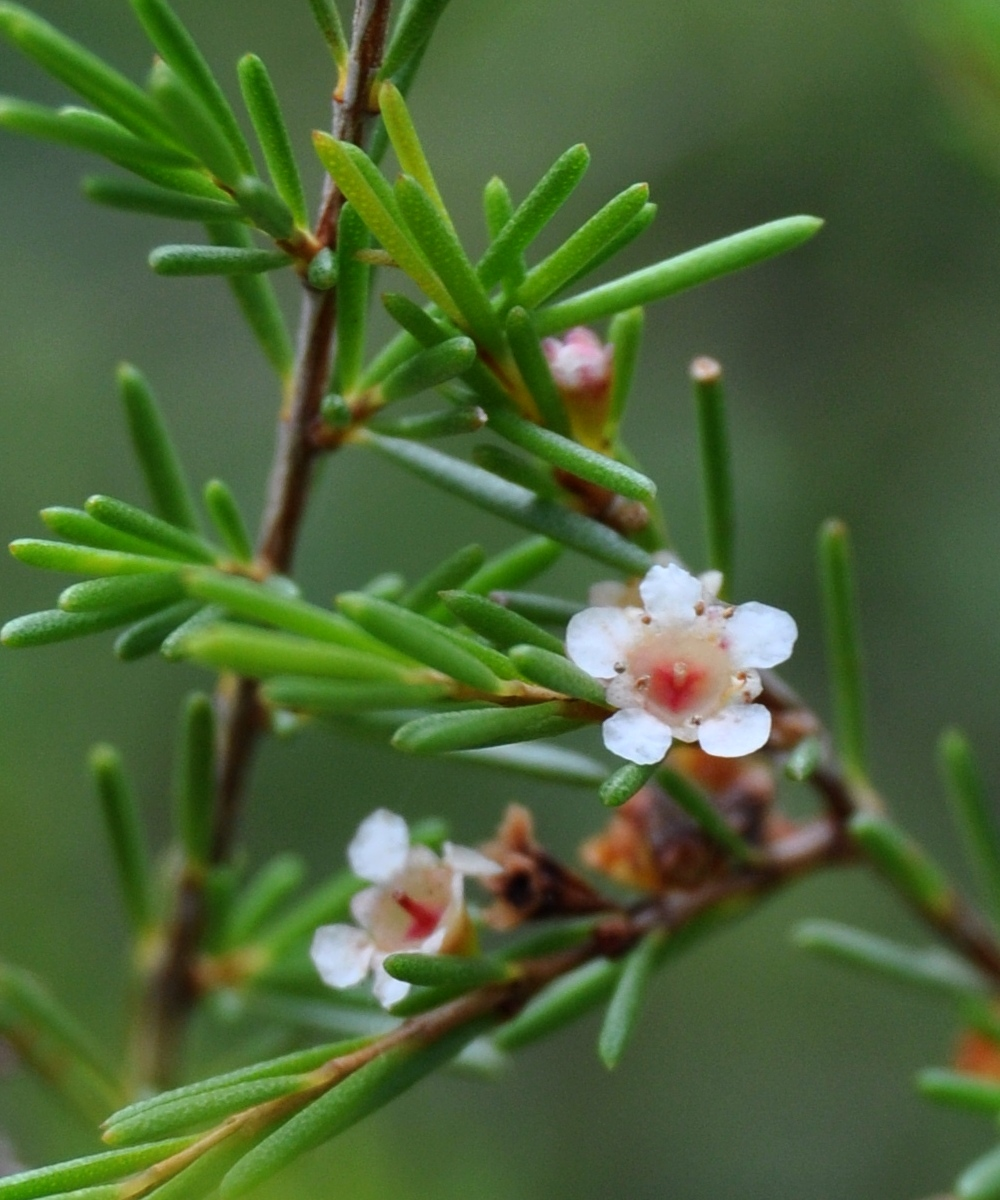
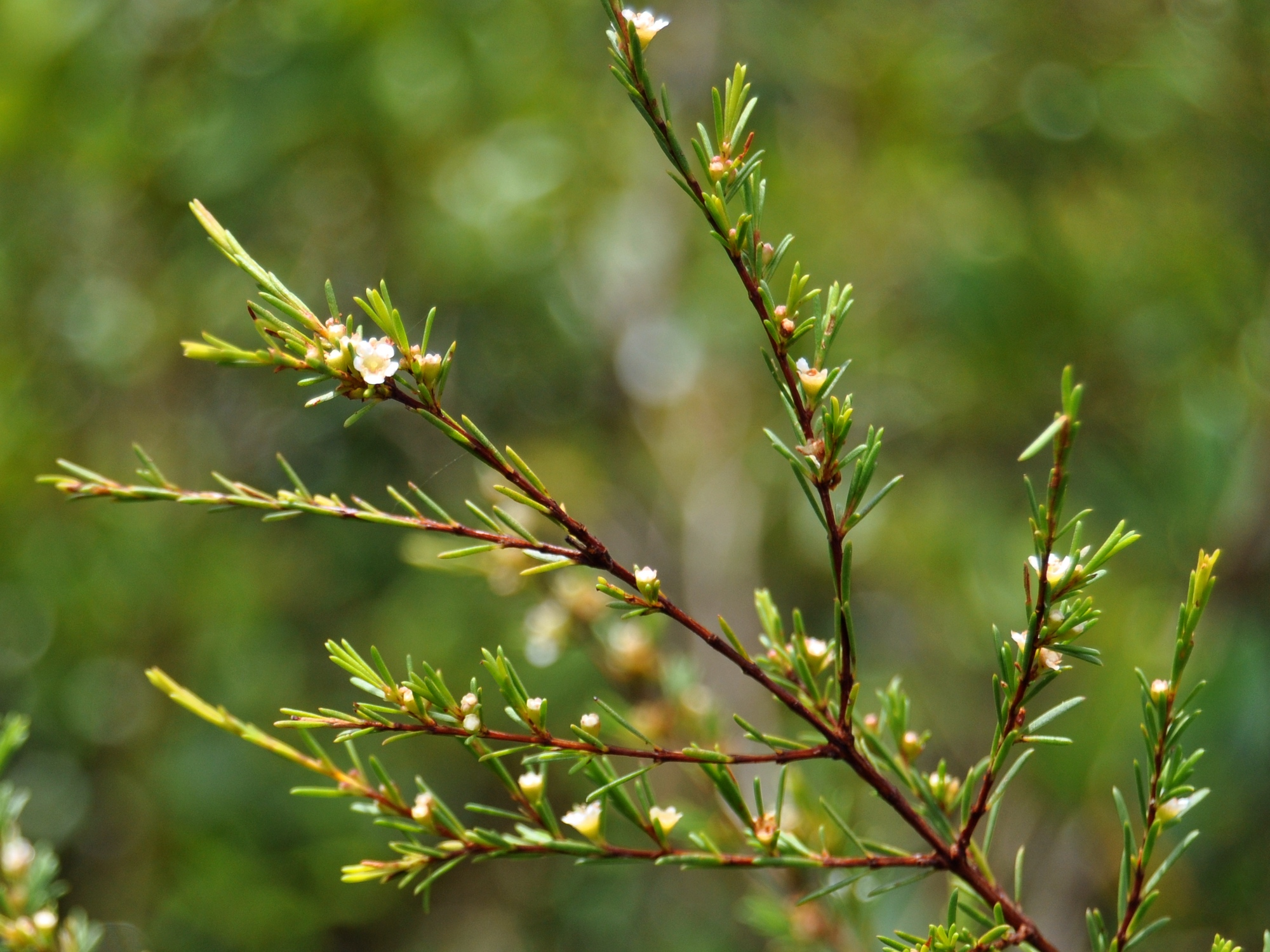
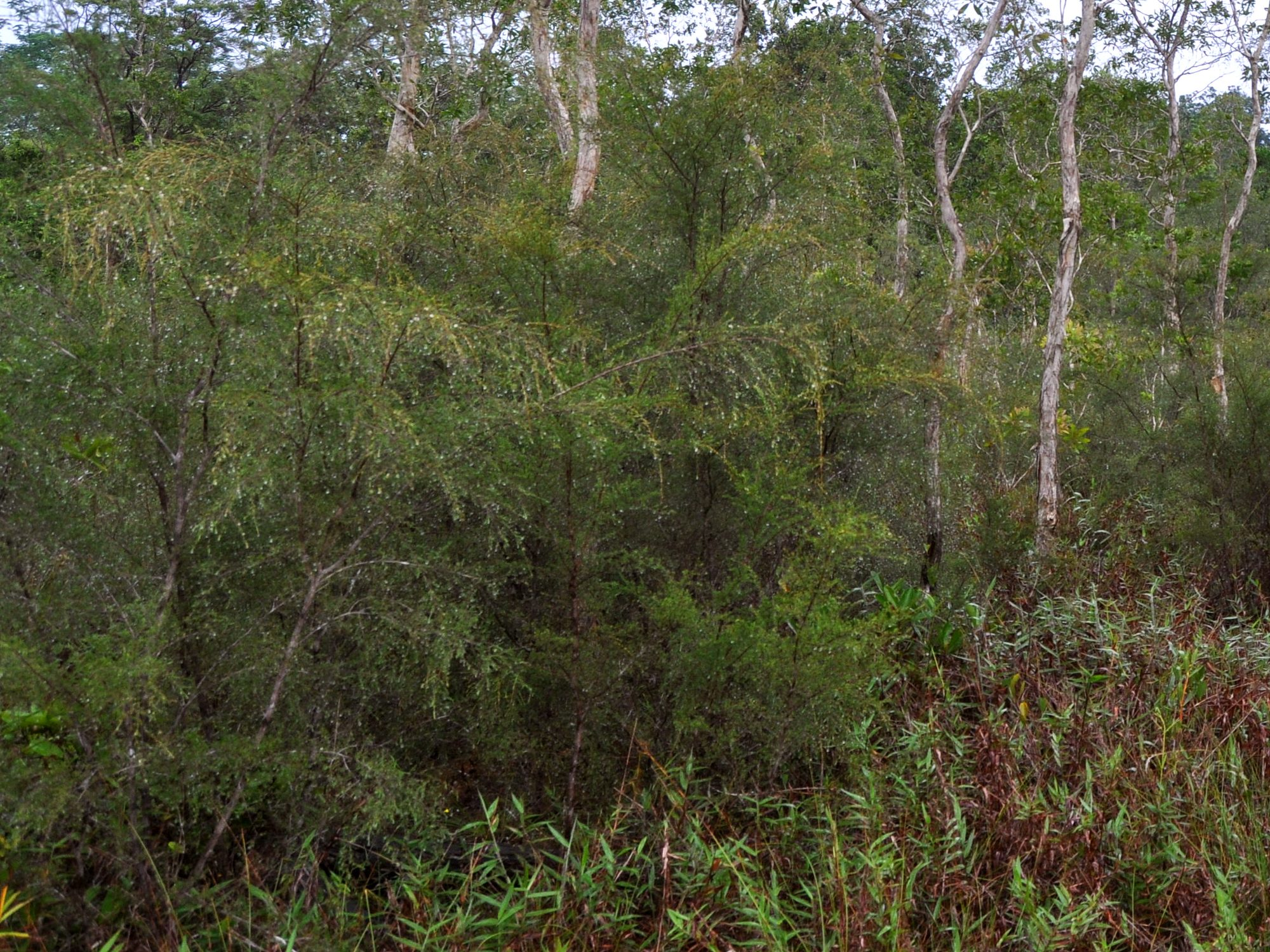
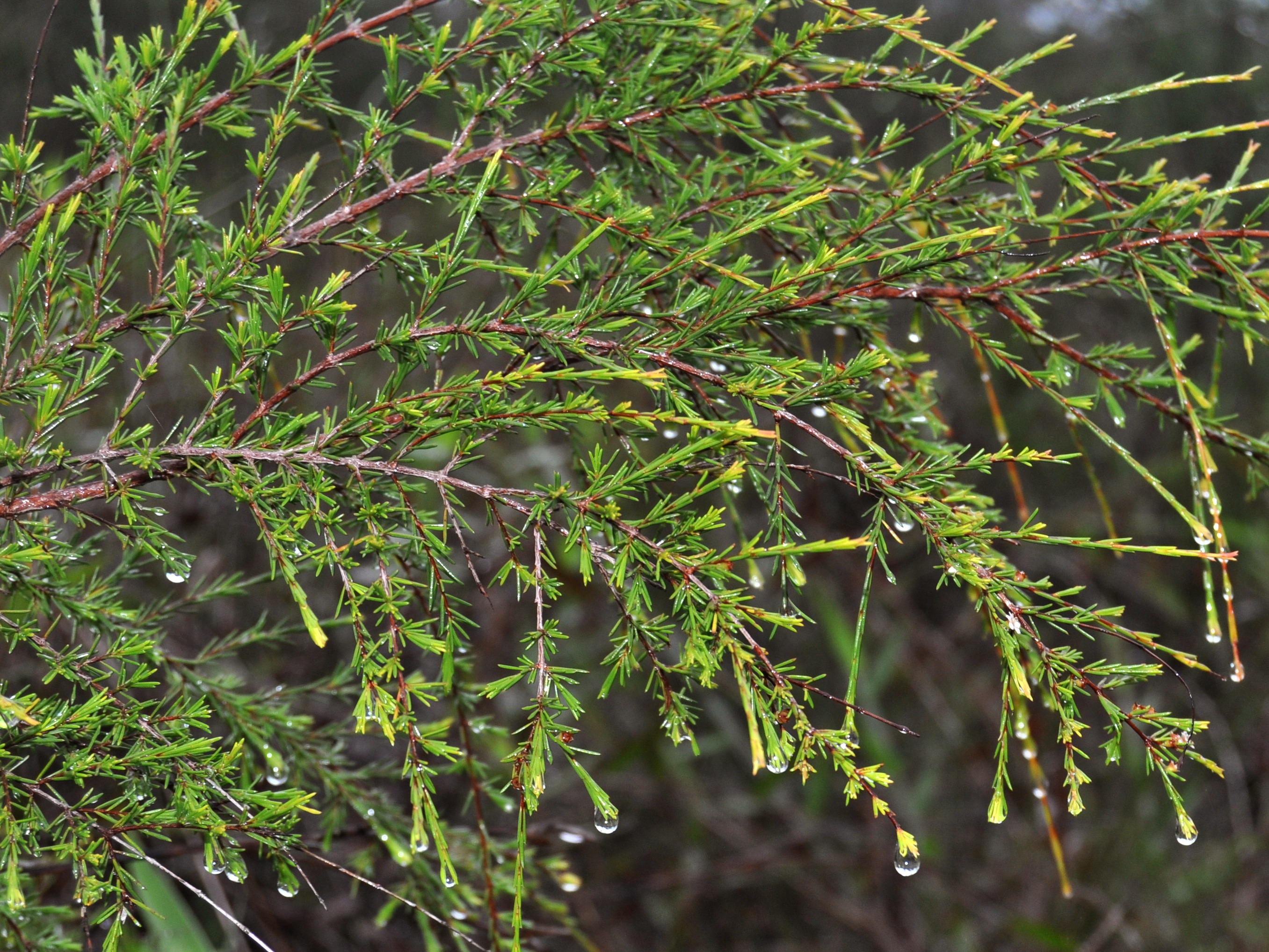